# Zločin bez žrtve
Zločin bez žrtve je nezakonit čin koji obično izravno uključuje samo počinitelja ili se događa između odraslih osoba koje pristanu. S obzirom na svoju sporazumnu prirodu, pitanje uključivanja žrtve postaje predmetom rasprave. Definicije variraju diljem svijeta i u različitim pravnim sustavima, no uobičajeno obuhvaćaju posjedovanje bilo koje nezakonite krijumčarene robe, rekreacijsku konzumaciju droga, prostituciju te zabranjeno oblike spolnih odnosa među pristalim odraslim osobama. Također, obuhvaćaju potpomognuto samoubojstvo i krijumčarenje, među ostalim sličnim prekršajima.
U političkom kontekstu, lobist ili aktivist mogao bi koristiti taj izraz kako bi pozvao na dokidanje povezanoga zakona.
Prema načelu štete Johna Stuarta Milla, zločini bez žrtve opisani su kao djela „bez žrtve”, u kojima se pojedinac smatra jedinim suverenom, isključujući apstraktnije entitete poput zajednice ili države, koji su mogući ciljevi kaznenih djela.

## Definicija
Prema Jimu Leitzelu, trima se atributima može koristiti za određivanje je li zločin zločin bez žrtve: ako je djelo pretjerano, ako ukazuje na određeni obrazac ponašanja i ako njegove štetne posljedice utječu isključivo na osobu koja ga je počinila.
U teoriji, svaka državna uprava utvrđuje vlastite zakone radi dobrobiti svojih državljana. Međutim, s promjenama u znanju, ponašanju i vrijednostima, zakoni u većini zemalja često zaostaju za tim društvenim promjenama. Kada većina smatra da je određeni zakon suvišan, zakon koji zabranjuje zločin bez žrtve ostaje na snazi sve dok se ne ukine.[nedostaje izvor]

## Primjeri
Mnogi zločini bez žrtava često proizlaze iz težnje za stjecanjem nezakonitih proizvoda ili usluga koje su jako tražene. Kaznene mjere stoga često usmjeravaju svoj fokus na ograničavanje ponude, umjesto na potražnju, ishodujući povećanjem cijena na crnome tržištu i omogućujući stjecanje monopolističke dobiti za kriminalce koji odluče ostati u poslu. Ovaj oblik „kriminalne tarife” potiče rast sofisticiranih i dobro organiziranih kriminalnih skupina. Organizirani kriminal, s druge strane, često ima tendenciju širenja u drugim područjima kriminala. Veliki profiti osiguravaju dovoljno sredstava za podmićivanje javnih službenika, kao i kapital za diverzifikaciju.
Rat protiv droge često se ističe kao primjer procesiranja zločina bez žrtava, budući da uporaba droga ne nanosi izravnu štetu drugim ljudima. Jedan argument tvrdi da kriminalizacija droga dovodi do značajnog porasta cijena droga. Na primjer, istraživanje Bedaua i Schura iz 1974. iznijelo je da je „u Engleskoj cijena heroina u ljekarni iznosila 0,06 centi po zrnu, dok je u Sjedinjenim Državama ulična cijena bila između 30 i 90 dolara po zrnu.”[nedostaje izvor] Drži se da ovakva inflacija cijena potiče ovisnike na počinenje zločine poput krađa i pljački, koje se smatraju štetnima za društvo, kako bi si mogli priuštiti droge o kojima su ovisni.[nedostaje izvor]
Uz stvaranje crnog tržišta droge, zagovornici legalizacije u Ratu protiv droge argumentiraju smanjenje radne snage zbog narušavanja sposobnosti osuđenika u pronalasku posla. Vjeruje se da ovo smanjenje radne snage konačno ima štetan utjecaj na gospodarstvo koje se oslanja na radnu snagu.[nedostaje izvor] Prema anketi koju je proveo Bureau of Justice Statistics između 1980. i 2009., „[tijekom] 30-godišnjeg razdoblja... stope uhićenja zbog posjedovanja ili uporabe droge udvostručile su se za bijelce i utrostručile za crnce.”
Iz perspektive libertarijanca Waltera Blocka, nezakonito useljavanje i iseljavanje smatraju se zločinom bez žrtve.
Vera Bergelson ističe četiri osnovne inačice zločina bez žrtve:
1. Čin koji ne šteti drugima (samoubojstvo, korištenje droga, nezaposlenost);
2. transakcija između odraslih osoba s pristankom koja ne šteti drugima (potpomognuto samoubojstvo, kockanje, prostitucija);
3. djelo čije posljedice snosi društvo u cjelini (porezna utaja, povlaštena trgovina)
4. radnje koje su zabranjene jer se smatraju nemoralnima (sodomija, incest, paljenje zastave).

## Legalizacija djela bez žrtve
U nekim zemljama mnoge aktivnosti koje su nekada smatrane zločinima više nisu nezakonite, djelomično zbog toga što se smatraju zločinima bez žrtve.
Jedan primjer su bili britanski zakoni o prosjacima koji su nezaposlenost kažnjavali smrtnom kaznom.
Dvije glavne kategorije zločina bez žrtve obuhvaćaju seksualni užitak i rekreacijsku uporabu droga (uživanje u drogama). Na prvom,
- Sodomija je ozakonjena u mnogim zemljama,[8][9] prva je bila Francuska 1791.[10]
- Drugi spolni čini koji se smatraju zločinima bez žrtava i koje se predlažu za legalizaciju uključuju dobrovoljni incest odrasle osobe[11][12] i sexting  tinejdžera (smatra se dječjom pornografijom).[13]

Upotreba marihuane je zakonom zabranjena u Australiji, ali je, navodno, „najviše korištena zabranjena droga” u zemlji, baš kao i u zemljama kao što su Sjedinjene Američke Države i Novi Zeland. Zabrana alkohola u Sjedinjenim Državama, ukinuta 1933., smatra se neuspjelom jer su mnogi građani zanemarili ono što je ona propisivala, okrećući se domaćim alkoholnim pićima umjesto licenciranih. U Sjedinjenim Američkim Državama danas su napetosti oko legalizacije marihuane odgovor na trenutnu zabranu marihuane u većini država, ali postoje napori u korist legalizacije kanabisa u više zemalja poput Sjedinjenih Država i Australije, budući da njegova legalizacija ima potencijal uvelike povećati prihode .
Prostitucija je zakonita u nekim zemljama, iako često podliježe određenim ograničenjima. Nizozemska je 1999. godine prva legalizirala prostituciju. No, od 2012. godine, razmatra se promjena politike s ciljem ozbiljnog ograničenja prostitucije.
Preljub i blud (spolni odnosi između nevjenčanih osoba) nisu kažnjivi u Sjedinjenim Državama više od 50 godina, unatoč tome što su zakoni koji ih kažnjavaju, kao i oni koji se odnose na sodomiju, i dalje prisutni u zakonima nekoliko država.[nedostaje izvor] Ipak, nakon što je Vrhovni sud SAD-a u slučaju Lawrence protiv Texasa proglasio zakone o sodomiji neustavnima[nedostaje izvor], zakoni protiv bluda bili bi također neustavni, prema presudi Vrhovnoga suda Virginije u slučaju Martin protiv Ziherla.[nedostaje izvor]

## Polemika
Glavna zabrinutost protivnika legalizacije zločina bez žrtava leži u strahu od degradacije društvenih moralnih standarda. Dok je tipičan pristup Sjedinjenih Država prema zločinima retroaktivan, nezakonitost zločina bez žrtava predstavlja preventivni pristup pravdi i izuzetno je kontroverzan.
Kontroverze vezane uz zločine bez žrtava uglavnom se usredotočuju na pitanje može li zločin zaista biti bez žrtava. Povezano s drogama i njihovim putem do potrošača, utjecaj zakona o trgovini drogama i odgovornost koja se odnosi na dilere droga, njihove obitelji te druge nepredviđene sudionike može rezultirati „viktimizacijom”. Drugo djelo koje se često smatra zločinom bez žrtve je posjedovanje pornografije, posebno dječje. Međutim, neki zagovornici ovoga stava priznaju viktimizaciju koja se može dogoditi osobama koje snimaju vlastite spolne odnose.
S druge strane, postoji argument u prilog ograničavanju zakonskih ovlasti kako bi se građanima pružila sloboda donošenja osobnih izbora bez žrtava, koji se mogu, ali i ne moraju smatrati moralno pogrešnima. Zagovornici ovoga stava drže da preventivni zakoni, kao što su registri seksualnih prijestupnika i nalozi protiv društvenog ponašanja, „zamagljuju” razliku između kaznenog i građanskog prava jer je zločine bez žrtava obično teško kategorizirati i kriminalizirati. Za njih je to problematično jer uzrokuje „iskrivljavanje” uobičajenih postupaka kaznenih i građanskih aspekata prava omogućujući zabune i proceduralnu zamjenjivost.